# Rebecca Lonedo
Rebecca Lonedo (Arzignano, 5 dicembre 1996) è una mezzofondista italiana.

## Biografia
Ha partecipato a tre edizioni degli Europei di corsa campestre (due nella gara seniores ed una nella gara under 23) ed ai Giochi del Mediterraneo nel 2022, nei quali si è piazzata in settima posizione nella mezza maratona.

## Palmarès
| Anno | Manifestazione          | Sede               | Evento         | Risultato | Prestazione | Note |
| ---- | ----------------------- | ------------------ | -------------- | --------- | ----------- | ---- |
| 2018 | Mediterraneo U23        | Jesolo             | 10000 m piani  | Argento   | 35'59"51    |      |
| 2018 | Europei di cross        | Tilburg            | Corsa U23      | 19ª       | 21'24"      |      |
| 2019 | Europei di cross        | Lisbona            | Corsa seniores | 33ª       | 29'36"      |      |
| 2021 | Europei di cross        | Dublino            | Corsa seniores | 17ª       | 28'40"      |      |
| 2022 | Giochi del Mediterraneo | Orano              | Mezza maratona | 7ª        | 1h15'49"    |      |
| 2025 | Europei su strada       | Bruxelles e Leuven | Individuale    | 7ª        | 1h12'43"    |      |
| 2025 | Europei su strada       | Bruxelles e Leuven | A squadre      | Argento   | 3h38'20"    |      |

## Campionati nazionali
2013
- Bronzo ai campionati italiani allievi di corsa campestre - 13'12"

2015
- 15ª ai campionati italiani juniores, 1500 m piani - 4'49"37

2016
- 5ª ai campionati italiani promesse, 5000 m piani - 17'55"09

2017
- 15ª ai campionati italiani di 10 km su strada - 35'58"
- 5ª ai campionati italiani promesse, 5000 m piani - 17'19"16
- Bronzo ai campionati italiani promesse di 10 km su strada - 35'58"

2018
- 6ª ai campionati italiani assoluti, 5000 m piani - 16'31"27
- Argento ai campionati italiani assoluti, 10000 m piani - 35'51"28
- 4ª ai campionati italiani di 10 km su strada - 35'49"
- Argento ai campionati italiani promesse di 10 km su strada - 35'49"
- 5ª ai campionati italiani promesse, 5000 m piani - 17'05"09
- Oro ai campionati italiani promesse, 10000 m piani - 35'51"28
- 5ª ai campionati italiani promesse indoor, 3000 m piani - 10'13"30
- Oro ai campionati italiani universitari, 5000 m piani - 17'25"11

2019
- 4ª ai campionati italiani assoluti, 10000 m piani - 34'27"83

2020
- 8ª ai campionati italiani assoluti, 5000 m piani - 16'14"18

2021
- Bronzo ai campionati italiani assoluti, 5000 m piani - 16'25"90
- Bronzo ai campionati italiani assoluti, 10000 m piani - 34'29"53
- Bronzo ai campionati italiani assoluti di corsa campestre - 29'09"
- Bronzo ai campionati italiani di 10 km su strada - 32'59"
- Argento ai campionati italiani di maratonina - 1h11'08"

2022
- Argento ai campionati italiani assoluti, 10000 m piani - 33'42"77
- Argento ai campionati italiani di 10 km su strada - 32'56"

2023
- 5ª ai campionati italiani assoluti, 10000 m piani - 33'39"70
- 6ª ai campionati italiani assoluti, 5000 m piani - 16'20"24
- Argento ai campionati italiani di maratonina - 1h13'08"
- Argento ai campionati italiani di 10 km su strada - 32'28"

## Altre competizioni internazionali
2017
- Argento all'incontro internazionale Italia-Francia di corsa su strada ( Rennes), 10 km - 35'23"

2019
- 23ª in Coppa Europa dei 10000 metri ( Birmingham) - 35'50"45
- 8ª alla Cinque Mulini ( San Vittore Olona) - 19'56"

2020
- 8ª alla BOclassic ( Bolzano) - 34'18"
- 9ª alla Cinque Mulini ( San Vittore Olona) - 18'36"

2021
- 5ª alla Roma-Ostia ( Roma) - 1h11'45"
- 6ª alla BOclassic ( Bolzano) - 16'25"
- 10ª alla Cinque Mulini ( San Vittore Olona) - 20'48"

2022
- 9ª alla Maratona di Francoforte ( Francoforte sul Meno) - 2h39'54"
- 7ª alla Roma-Ostia ( Roma) - 1h13'12"
- 8ª alla Cinque Mulini ( San Vittore Olona) - 20'39"
- 4ª al Cross della Vallagarina ( Villa Lagarina) - 18'27"

2023
- 21ª in Coppa Europa dei 10000 metri ( Pacé) - 33'28"75
- 7ª alla Stramilano ( Milano) - 1h12'10"
- 20ª alla Mezza maratona di Copenaghen ( Copenaghen) - 1h10'57"
- 6ª alla BOclassic ( Bolzano) - 16'20"
- 5ª al Cross della Vallagarina ( Villa Lagarina) - 18'13"

2024
- 5ª al Campaccio ( San Giorgio su Legnano) - 21'00"
- 14ª alla Cinque Mulini ( San Vittore Olona) - 20'05"
- Bronzo alla Mezza maratona di Siviglia ( Siviglia) - 1h10'13"
- 8ª alla Roma-Ostia ( Roma) - 1h11'23"
- 9ª alla BOclassic ( Bolzano) - 16'43"

2025
- 16ª in Coppa Europa dei 10000 metri ( Pacé) - 33'25"05
- 8ª alla Maratona di Amburgo ( Amburgo) - 2h28'42"
- 4ª alla Stramilano ( Milano) - 1h12'08"
- 15ª alla Mezza maratona di Siviglia ( Siviglia) - 1h12'11"